# Loxogramme porcata
Loxogramme porcata là một loài thực vật có mạch trong họ Polypodiaceae. Loài này được M.G. Price miêu tả khoa học đầu tiên năm 1990.